# La Dernière Chance d'Annie
La Dernière Chance d'Annie (A Place for Annie) est un téléfilm américain réalisé par John Gray, diffusé en 1994.

## Synopsis
La petite Annie est née séropositive et a été abandonnée à la clinique par sa droguée de mère. Pour empêcher que le bébé soit placé dans une sorte de mouroir, l'infirmière Susan la prend en charge et la recueille chez elle. Deux ans plus tard, elle prévoit de l'adopter, mais la mère d'Annie refait soudainement surface et réclame la garde de son enfant. Et aux yeux de la loi, Susan n'a aucun droit à l'égard de la fillette.

## Fiche technique
- Titre original : A Place for Annie
- Réalisation : John Gray
- Scénario : Lee Guthrie, Cathleen Young et Nancy Barr
- Photographie : Donald M. Morgan (de)
- Musique : Marc Snow
- Pays : États-Unis
- Durée : 95 minutes

## Distribution
- Sissy Spacek (VF : Céline Monsarrat) : Susan
- Mary-Louise Parker : Linda
- S. Epatha Merkerson : Alice
- Jack Noseworthy : David
- Joan Plowright : Dorothy
- Leslie Anderson : Annie
- Kathy Anderson : Annie
- David Spielberg : Docteur Palmer
- Richard Gilbert-Hill : Docteur Scott
- Stephen Mills : Docteur Reilly
- Wendy Robie : Docteur Horton
- Robin Pearson Rose : Edna
- Lauree Berger : Sandy
- Linda Carlson : Gerry
- Rebecca Donner : Elaine